# Řibřid
Řibřid (též Žibřid) je rybník na Světelském potoce. Leží jihozápadně od městyse Mrákotín. První zmínka o něm se nachází v urbáři telčského panství z roku 1581.
Vodní plocha má protáhlý tvar. Světelský potok do rybníka vstupuje ze západu a vychází na východě. Severní část obklopují louky a pole, severněji pak zástavba Mrákotína a silnice první třídy I/23, po hrázi prochází silnice třetí třídy č. 40614, v její severní části se nachází bezpečnostní přeliv. Na jižním břehu rostou stromy. Od května do července na hladině kvete lakušník štítnatý.
Rybník se nachází v nadmořské výšce 545 až 556 metrů. Nejvyšší bod, Hora, leží 300 metrů východně v 599 m n. m. Po silnici třetí třídy vede modrá turistická trasa a cyklotrasa č. 5021.